# Paweł Pawłow
Paweł Pawłow Strachiłow (bg.  Павел Павлов Страхилов; ur. 9 czerwca 1953 w Kostinbrodzie) – bułgarski zapaśnik walczący w stylu klasycznym. Brązowy medalista olimpijski z Moskwy 1980 w kategorii 82 kg.
Dwukrotny uczestnik mistrzostw świata, zdobył brązowy medal w 1979. Dwa razy stawał na najniższym stopniu podium mistrzostw Europy, w 1980 i 1981 roku.
- Turniej w Moskwie 1980

Zwyciężył Aduuchiina Baatarkhüü z Mongolii, Detlefa Kühna z NRD, Mihalyego Tome z Węgier i Szweda Leifa Anderssona. Przegrał z Janem Dołgowiczem i Giennadijem Korbanem z ZSRR.